# Quốc lộ 10
Quốc lộ 10 là tuyến đường liên tỉnh chạy dọc theo vùng duyên hải Bắc Bộ qua bảy tỉnh và thành phố: Quảng Ninh, Hải Phòng, Hải Dương, Thái Bình, Nam Định, Ninh Bình và Thanh Hóa.
Quốc lộ 10 có tổng chiều dài 212 km, riêng chiều dài tính từ điểm đầu tại ngã ba Bí Chợ (thành phố Uông Bí, Quảng Ninh) tới điểm nút giao với Quốc lộ 1 tại Hoa Lư là 135 km, tại vị trí này, quốc lộ 10 đổi hướng đông nam qua các huyện Yên Khánh, Kim Sơn (Ninh Bình) rồi theo hướng tây nam qua các huyện Nga Sơn, Hậu Lộc (Thanh Hóa). Điểm cuối của tuyến đường lại gặp Quốc lộ 1 tại phường Tào Xuyên (thành phố Thanh Hóa).

## Tình trạng kỹ thuật
- Từ km0 (ngã ba Bí Chợ) đến km73 (cầu Nguyễn, huyện Đông Hưng, tỉnh Thái Bình) dài 73 km.
- Từ km73 (cầu Nguyễn) đến km106 (thành phố Nam Định) dài 33 km.
- Từ km106 (thành phố Nam Định) đến km135 (Hoa Lư) dài 29 km.
- Trên đường có 42 cầu chính (nhiều cầu lớn như: cầu Non Nước, cầu Tân Đệ, cầu Đá Bạc, cầu Quý Cao, cầu Tiên Cựu, cầu Kim Chính).
- Bảo đảm giao thông được cả hai mùa.
- Lưu lượng thông xe từ 700 đến 900 xe/ngày đêm.

## Quốc lộ 10 cũ
Điểm đầu của quốc lộ 10 cũ là điểm giao với quốc lộ 18 tại Biểu Nghi thuộc phường Minh Thành, thị xã Quảng Yên, Quảng Ninh. Quốc lộ 10 cũ đi qua phà Rừng, thành phố Thủy Nguyên rồi qua cầu Bính vào nội thành Hải Phòng và gặp Quốc lộ 10 mới tại ngã ba Quang Thanh, huyện An Lão (Hải Phòng).
Đoạn quốc lộ 10 mới từ ngã ba Bí Chợ (Uông Bí, Quảng Ninh) đến ngã ba Quang Thanh (huyện An Lão, Hải Phòng) còn được gọi là quốc lộ 10A. Tuyền đường này có một đoạn ngắn đi qua Quý Cao (Tứ Kỳ, Hải Dương).

## Các đô thị trên quốc lộ 10
Quốc lộ 10 đi qua các đô thị sau đây:

### Quảng Ninh
- Thành phố Uông Bí (đoạn quốc lộ 10A)
- Thị xã Quảng Yên (đoạn quốc lộ 10 cũ)

### Hải Phòng
- Thành phố Thủy Nguyên (đoạn quốc lộ 10 cũ)
- Nội thành Hải Phòng (đoạn quốc lộ 10 cũ)
- Thị trấn Trường Sơn, huyện An Lão (đoạn quốc lộ 10 cũ)
- Thị trấn An Lão, huyện An Lão
- Thị trấn Vĩnh Bảo, huyện Vĩnh Bảo

### Hải Dương
- Phố Quý Cao, xã Nguyên Giáp, huyện Tứ Kỳ

### Thái Bình
- Thị trấn An Bài, huyện Quỳnh Phụ
- Thị trấn Đông Hưng, huyện Đông Hưng
- Thành phố Thái Bình
- Thị trấn Vũ Thư, huyện Vũ Thư

### Nam Định
- Thành phố Nam Định
- Thị trấn Gôi, huyện Vụ Bản

### Ninh Bình
- Thành phố Hoa Lư
- Thị trấn Yên Ninh, huyện Yên Khánh
- Thị trấn Phát Diệm, huyện Kim Sơn

### Thanh Hoá
- Thị trấn Nga Sơn, huyện Nga Sơn
- Thị trấn Hậu Lộc, huyện Hậu Lộc
- Thị trấn Bút Sơn, huyện Hoằng Hóa
- Phường Tào Xuyên, thành phố Thanh Hóa

## Hình ảnh

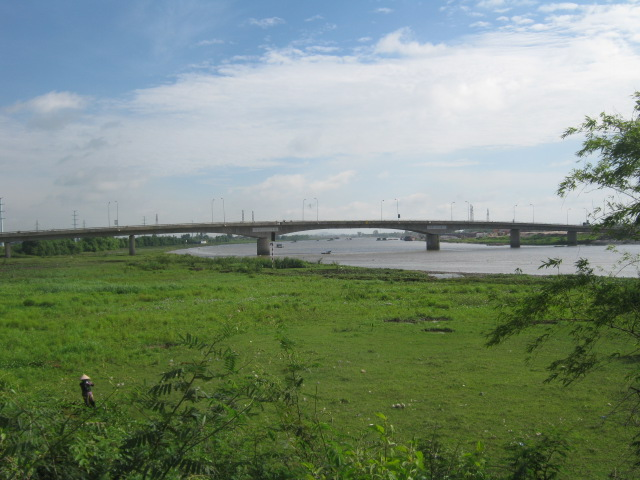
Cầu Non Nước
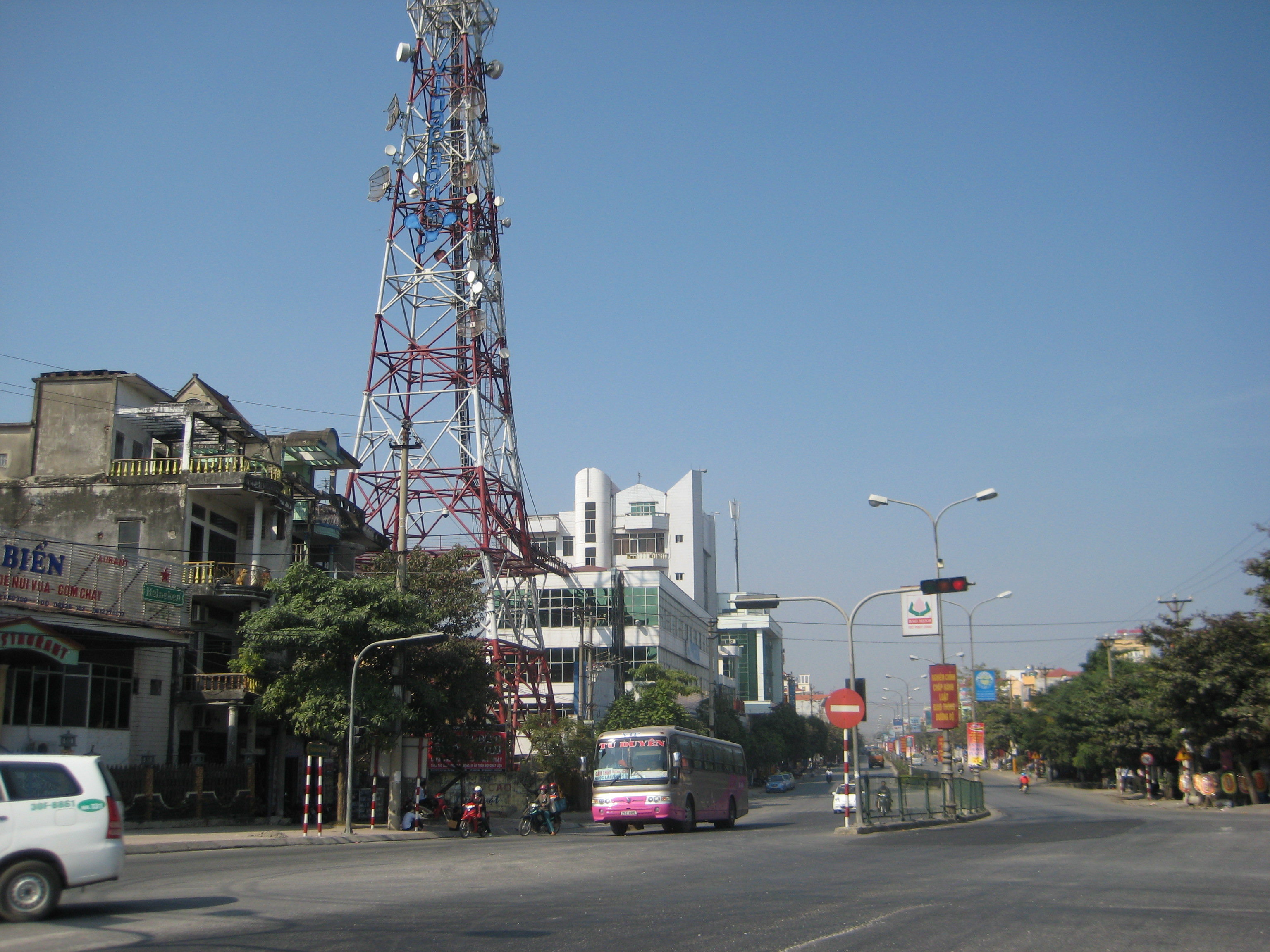
Quốc lộ 10 đoạn trùng với QL1 ở Hoa Lư